# Vestre Jakobselv
Vestre Jakobselv is een plaats in de Noorse gemeente Vadsø, provincie Finnmark. Vestre Jakobselv telt 524 inwoners (2007) en heeft een oppervlakte van 0,89 km².